# Kinnema Sathe

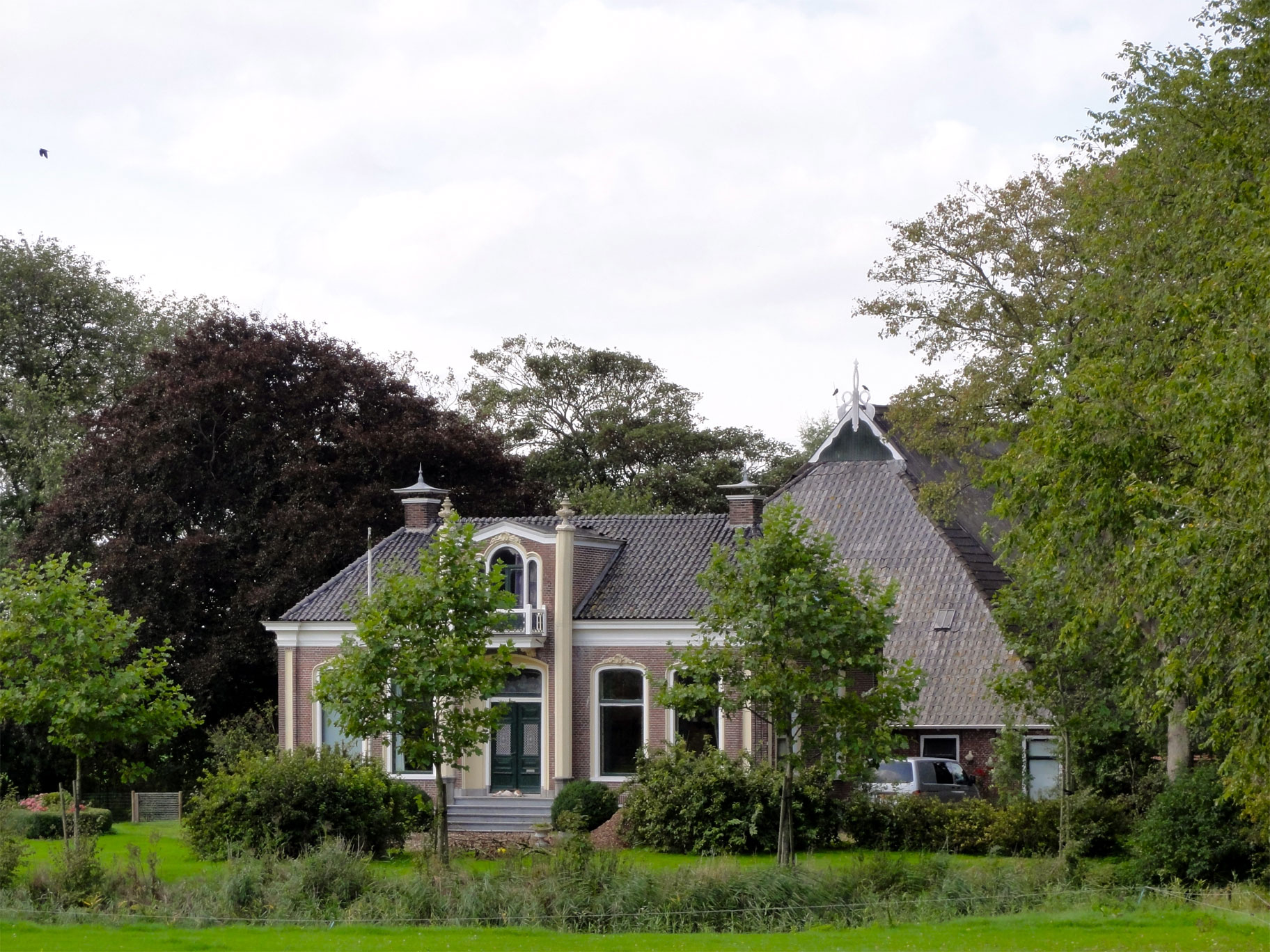
De Kinnema Sathe in Hantum anno 2010

De Kinnema Sathe is een monumentale boerderij aan de Ternaarderweg 1 in Hantum, in de Nederlandse provincie Friesland.

## Geschiedenis
De Kinnema Sathe is een boerderij in het Friese Hantum met een in 1877 in eclectische stijl gebouwd dwarshuis. De bebouwing op die plek dateert al van een eerdere tijd; de schuur bezit jaartalankers met het jaar 1774. De boerderij is in het begin van de 20e eeuw verbouwd en in de jaren 1989 en 1990 gerenoveerd. Het interieur is nog deels het oorspronkelijke uit de 19e eeuw daterende interieur, met onder meer een stucplafond, waarop de vier jaargetijden zijn uitgebeeld. De gedenksteen met het bouwjaar 1877 herinnert aan de opdrachtgevers voor de bouw, het echtpaar Berend Johannes Hannema (1848-1910) en Trijntje Jans Meinsma (1848-1934).
De boerderij is erkend als een rijksmonument.